# トロイ・フラベル
トロイ・フラベル (Troy Flavell、1976年11月4日 - )は、ニュージーランド出身の元ラグビー選手。

## プロフィール
- ニュージーランド・オークランド出身[1]。
- 身長 195 cm、体重 118 kg
- 現役時代のポジションはロック(LO)、フランカー(FL)。
- ニュージーランド代表キャップは22。

## 経歴
マッセー高校卒業後、1997年にニュージーランド州代表選手権(NPC)に所属するノースハーバーFCに加入。
その後、1998年にはスーパー14(現・スーパーラグビー・パシフィック)に参加するチーフスに加入。1999年にはブルースに移籍し、2008年まで在籍。
ブルースに所属中の2005-2006シーズンには日本のトヨタ自動車ヴェルブリッツに加入し、1シーズンプレーした。
2006年には、所属していたノースハーバーFCを退団し、オークランドと契約。
2008年、トップイースト11に所属する三菱重工相模原ダイナボアーズに加入し、2シーズンプレーした。
2010年、フランスのトップ14に所属するバイヨンヌに加入。2012年にはサン＝ジャン＝ド＝リュズに移籍。
2013年、サン＝ジャン＝ド＝リュズを退団し、現役を引退した。